# (5864) Montgolfier
(5864) Montgolfier est un astéroïde de la ceinture principale.

## Description
(5864) Montgolfier est un astéroïde de la ceinture principale. Il fut découvert par Norman G. Thomas le 2 septembre 1983 à Flagstaff (Observatoire Lowell). Il présente une orbite caractérisée par un demi-grand axe de 2,5548 UA, une excentricité de 0,3242 et une inclinaison de 8,2888° par rapport à l'écliptique.
Il fut nommé en hommage aux frères Montgolfier, Jacques-Étienne et Joseph-Michel, pionniers du ballon à air chaud qui porte leur nom.

## Compléments